# Kish Kash
Kish Kash è il terzo album discografico del gruppo musicale di musica elettronica inglese Basement Jaxx, pubblicato nel 2003 dalla Astralwerks. Il disco ha vinto il Grammy Awards 2005 come miglior disco di musica dance/elettronica.

## Tracce
1. Good Luck (feat. Lisa Kekaula) – 4:42
2. Right Here's the Spot (feat. Meshell Ndegeocello) – 4:24
3. Benjilude – 0:09
4. Lucky Star (feat. Dizzee Rascal) – 4:31
5. Petrilude – 0:10
6. Supersonic (feat. Totlyn Jackson) – 5:23
7. Plug It In (feat. JC Chasez) – 4:51
8. Cosmolude – 0:54
9. If I Ever Recover – 3:22
10. Cish Cash (feat. Siouxsie Sioux) – 4:18
11. Tonight (feat. Phoebe) – 4:02
12. Hot 'n Cold – 4:00
13. Living Room – 2:25
14. Feels Like Home (feat. Meshell Ndegeocello) – 7:26

## Formazione
- Felix Buxton - voce, produzione
- Simon Ratcliffe - strumenti vari, produzione